# Rainha do Rádio
Rainha do Rádio foi um concurso criado pela Associação Brasileira de Rádio para arrecadar fundos para a construção de um hospital. As cédulas de votação vinham na Revista do Rádio e a primeira premiação ocorreu em 1937 no Iate Laranjeiras, um barco carnavalesco ancorado na Esplanada do Castelo, no Rio de Janeiro. Linda Batista foi a campeã e reteve o título por onze anos, até que foram realizadas novas votações.
A primeira Rainha do Rádio foi Dalila de Almeida, eleita em 1935 pela Revista Sintonia, mesmo jornais da época afirmando que ela gravou pela Columbia, suas gravações são desconhecidas.
A eleição de 1949 marcou uma das maiores rivaliades da histórias da MPB: Marlene e Emilinha Borba. Marlene foi procurada pela Antarctica, que estava lançando o Guaraná Caçulinha. Para promover a marca, a empresa lhe deu um cheque em branco para que ela comprasse quantas revistas, i. e., votos fossem necessários. Marlene foi eleita com 529.982 votos. Emilinha era uma candidata forte, mas ficou em terceiro lugar, depois de Ademilde Fonseca.
Marlene manteve o título em 1950, entregando-o no ano seguinte para Dalva de Oliveira. Emilinha o venceria apenas em 1953. Nesse ano, a Revista do Rádio passou a fazer eleições estaduais. Alguns estados passaram a ter seus próprios reis e rainhas.
No Rio, o primeiro cantor a ser eleito Rei do Rádio foi Francisco Carlos, em 1958.
O rádio de São Paulo realizou o concurso apenas uma vez, em 1953. Isaura Garcia foi a eleita.

## Lista de Rainhas do Rádio
- Dalila de Almeida  (1935)
- Linda Batista (1936 - 1947)
- Dircinha Batista (1948)
- Marlene (1949 - 1950)
- Dalva de Oliveira (1951)
- Mary Gonçalves (1952)
- Emilinha Borba (1953)
- Ângela Maria (1954)
- Vera Lúcia (1955)
- Dóris Monteiro (1956 - 1957)
- Julie Joy (1958)